# Oxyelophila callista
Oxyelophila callista is een vlinder uit de familie van de grasmotten (Crambidae), uit de onderfamilie van de Acentropinae. De wetenschappelijke naam van deze soort is voor het eerst gepubliceerd in 1922 door William Trowbridge Merrifield Forbes.
De soort komt voor in de Verenigde Staten (Texas).